# كاترين شميت
كاترين شميت (بالألمانية: Katrin Schmidt)‏ (21 يونيو 1986 بمشرنيش في ألمانيا - ) هي لاعبة كرة قدم ألمانية في مركز الوسط. شاركت مع منتخب ألمانيا تحت 21 سنة لكرة القدم للسيدات. أما مع النوادي، فقد لعبت مع نادي هاماربي لكرة القدم وFlorida State Seminoles women's soccer ‏ و1. FC Köln (women) ‏ ونادي روسينجورد للسيدات وTyresö FF ‏ وفانكوفر وايتكابس (نادي كرة قدم) وFFC Brauweiler Pulheim ‏ وHammarby Fotboll (women) ‏ وVancouver Whitecaps FC (women) ‏ وDjurgårdens IF Fotboll (women) ‏.

## وصلات خارجية
- كاترين شميت على موقع الاتحاد الأوربي (الإنجليزية)
- كاترين شميت على موقع قاعدة بيانات كرة القدم.إي يو (الإنجليزية)
- كاترين شميت على موقع Soccerway.com (الإنجليزية)
- كاترين شميت على موقع عالم كرة القدم.نت (الإنجليزية)